# Fiodor Muchin
Fiodor Nikanorowicz Muchin (ros. Фёдор Никанорович Мухин, ur. 1878 we wsi Zawodouspienskoje w guberni tobolskiej (obecnie w obwodzie tiumeńskim), zm. 9 marca 1919 w Błagowieszczeńsku) – działacz bolszewicki, rewolucjonista.

## Życiorys
W 1904 wstąpił do SDPRR, za działalność wywrotową został aresztowany i w 1909 zwolniony, w grudniu 1915 ponownie aresztowany, 15 listopada 1916 zwolniony. Od lipca 1917 służył w rosyjskiej armii, od grudnia 1917 do marca 1918 był przewodniczącym Rady Błagowieszczeńskiej, a od 4 marca do 10 kwietnia 1918 przewodniczącym Komitetu Wykonawczego Amurskiej Rady Obwodowej. Po upadku władzy bolszewickiej w rejonie nad Amurem, 6 marca 1918 został aresztowany i 12 marca 1918 zwolniony. Od 10 kwietnia do 18 września 1918 był przewodniczącym Komitetu Wykonawczego Rad Amurskiej Pracowniczej Republiki Socjalistycznej i jednocześnie przewodniczącym jej Rady Komisarzy Ludowych, a od września 1918 do marca 1919 uczestniczył w czerwonym ruchu partyzanckim nad Amurem. 8 marca 1919 został aresztowany przez białogwardzistów i następnego dnia rozstrzelany.